# Johanan Aharoni
Johanan Aharoni (hebr. יוחנן אהרוני), właśc. Johann Aronheim (ur. 7 czerwca 1919 we Frankfurcie nad Odrą, zm. 9 lutego 1976 w Tel Awiwie) – niemiecko-izraelski archeolog, publicysta.

## Życiorys
W 1933 roku wyemigrował do Palestyny. Uczęszczał do Hebrew Reali School w Hajfie, a następnie do Mikwe Jisra’el. Był współzałożycielem kibucu Allonim w Emek Jizre’el na północy kraju. Po ukończeniu studiów na Wydziale Archeologii Uniwersytetu Hebrajskiego w Jerozolimie (uczeń Benjamina Mazara), związał się z tą placówką naukową. W 1966 został profesorem. W 1968 przeniósł się do Tel Awiwu, gdzie został profesorem archeologii, przewodniczącym Wydziału Archeologii i Badania Bliskiego Wschodu i prezesem Instytutu Archeologii Uniwersytetu w Tel Awiwie.
Aharoni prowadził wykopaliska i uczestniczył w kampaniach archeologicznych w: Ramat Rachel, Tel Arad, Beer Szewa, Chasor i Lakisz. Zajmował się też szlakami karawaniarskimi na Negewie.

## Publikacje
Jest autorem licznych publikacji z zakresu archeologii Bliskiego Wschodu, w tym:
- The Land of the Bible: Historical Geography by Yohanan Aharoni (1981);
- Carta Bible Atlas by Yohanan Aharoni (2002);
- The Land of the Bible: Historical Geography by Yohanan Aharoni (1981);
- Macmillan Bible Atlas by Yohanan Aharoni and Michael Avi-Yonah (1993);
- Investigations at Lachish: The sanctuary and the residency by Yohanan Aharoni (1975);
- Beer-Sheba I: Excavations at Tel: Beer-Sheba , 1969-1971 by Yohanan Aharoni (1973);